# Lämersdorf
Der Weiler Lämersdorf ist ein Ortsteil von Vohenstrauß im Landkreis Neustadt an der Waldnaab in der Oberpfalz.

## Geographische Lage
Lämersdorf liegt auf dem Ostufer der Luhe und dem Nordufer des Trausenbaches.
Südlich von Lämersdorf mündet der Trausenbach von Osten in die Luhe.
Östlich von Lämersdorf erhebt sich der 539 m hohe Galgenberg.
Auf dem gegenüberliegenden Westufer der Luhe befindet sich die Ortschaft Roggenstein, die mit Lämersdorf durch eine Brücke über die Luhe verbunden ist.
Lämersdorf befindet sich ungefähr 5 km nordwestlich von Vohenstrauß.

## Geschichte
Im 14. Jahrhundert hatte das Kloster Waldsassen Zehentrechte in Lämersdorf (auch: Leutmanstorf).
Lämersdorf gehörte zusammen mit Trauschendorf im 16. Jahrhundert zur Hofmark Roggenstein.
Es hatte 8 Anwesen und ein Hirtenhaus.
Im 18. Jahrhundert gehörte Lämersdorf zum Landgericht Leuchtenberg, zur Gemeinde und zur Pfarrei Roggenstein.
Es hatte 8 Anwesen und ein Hirtenhaus.
4 Anwesen davon gehörten zur Grundherrschaft und zum Niedergericht der Hofmark Roggenstein.
Mit der Bildung der Steuerdistrikte im Jahr 1808 wurde Roggenstein ein Steuerdistrikt.
Zum Steuerdistrikt Roggenstein gehörten die Dörfer Lämersdorf, Roggenstein und Trauschendorf und die Einöden Abdeckerei und Hammerhäusl (Hammer).
1809 gehörte Lämersdorf zur Herrschaft Roggenstein.
Die Herrschaft Roggenstein bildete 1809 ein Patrimonialgericht.
Ihr Inhaber war Wilhelm Freiherr von Eberz.
Sie hatte 66 grundbesitzende Hintersassen und umfasste einen geschlossenen Bezirk mit den Ortschaften Roggenstein und Lämersdorf.
1821 wurde Lämersdorf mit 9 Familien eine mittelbare landgerichtische Ruralgemeinde.
1938 wurde Lämersdorf nach Roggenstein eingemeindet.
Die Gemeinde Roggenstein bestand aus den Ortschaften Roggenstein, Binnermühle, Hammer, Lämersdorf, Luhmühle, Oberschleif, Unterschleif und Zieglhütte.
Als am 1. Januar 1972 im Rahmen der Gemeindegebietsreform die Gemeinde Roggenstein in die Gemeinde Vohenstrauß eingegliedert wurde, wurde Lämersdorf Ortsteil von Vohenstrauß.

## Einwohnerentwicklung in Lämersdorf ab 1838
| Jahr | Einwohner | Gebäude |
| ---- | --------- | ------- |
| 1838 | 50        | 9       |
| 1871 | 68        | 11      |
| 1885 | 58        | 11      |
| 1900 | 57        | 9       |
| 1913 | 49        | 8       |
| 1925 | 49        | 8       |

| Jahr | Einwohner | Gebäude |
| ---- | --------- | ------- |
| 1950 | 55        | 8       |
| 1961 | 50        | 8       |
| 1970 | 47        | k. A.   |
| 1987 | 47        | 9       |
| 2011 | 25        | k. A.   |